# 友谊街道 (石家庄市)
友谊街道是中国河北省石家庄市桥西区下辖的一个街道。

## 行政区划
友谊街道下辖五十四所社区、谊北社区、友谊社区、富华社区、西里社区、谊安社区。